# Šturec (vrch)
Šturec (1075,2 m n. m. ) je lesnatý vrch, nacházející se ve Velké Fatře, nad sedlem Veľký Šturec.  Vrchol s hustým porostem neposkytuje výhled.

## Poloha
Nachází se v jihovýchodní části Velké Fatry, v geomorfologickém podcelku Hołná Fatra.  Vrchem vede hranice mezi Žilinským a Banskobystrickým krajem a zároveň okresy Banská Bystrica a Ružomberok. Patří do katastrálního území obcí Liptovské Revúce a Staré Hory.  Sedlem pod vrch vede stará horská cesta, spojující Liptov s Pohroním, která odedávna spojuje Revúckou dolinu (povodí Váhu ) se Starohorskou dolinou (povodí Hronu). Do začátku 60. let 20. století byla hlavní silniční spojnicí Liptova s Pohroním. Přejezd neudržovanou cestou není pro motorová vozidla zakázán, ale je spojen se značným rizikem, je však oblíbenou trasou cykloturisty.

## Přístup
Vrcholem prochází  červeně značená turistická stezka, součást Cesty hrdinů SNP (E8) mezi Zvolenem a Křížnou. Je poměrně snadno přístupný, protože se vypíná přímo nad sedlem Veľký Šturec. 
- po  červené značce ze sedla Veľký Šturec a z Donoval od východu
- po  červené značce z Krížnej ze západu